# Bienmesabe
Le Bienmesabe est un dessert originaire d'Espagne (et plus précisément des îles Canaries) à base d'amandes, de sucre, de jaune d'œuf, de zeste de citron, de cannelle en poudre et parfois de malvoisie douce. Sa consistance est très dense.

## Variations
Plusieurs variations existent et dépendent de la façon dont le dessert a été préparé. Certaines, par sa couleur et son aspect, ressemble au miel. Comme le miel, on peut l'étaler sur une tranche de pain ou l'inclure dans certaines pâtisseries, comme les flans.

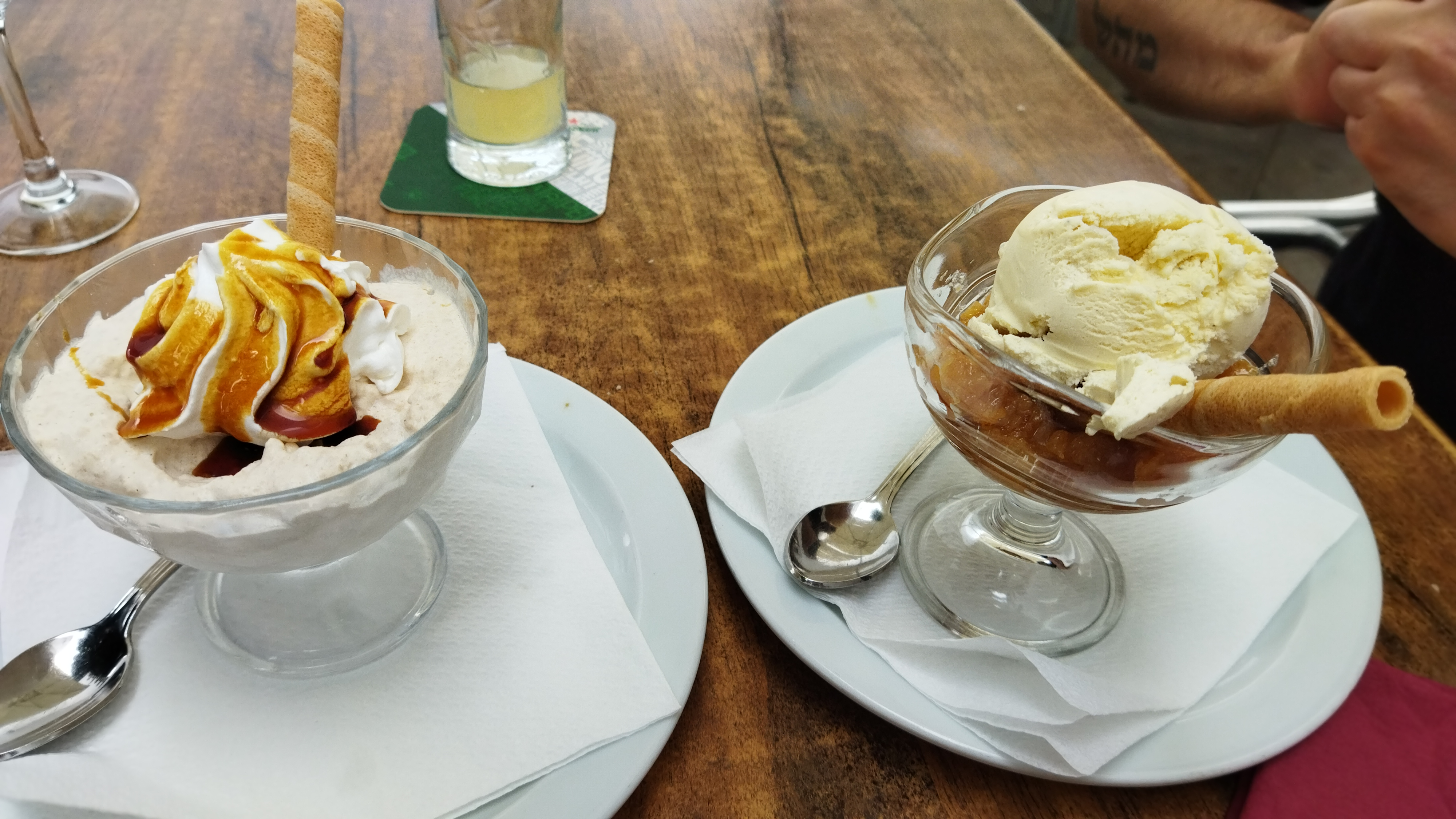
À droite, coupe de Bienmesabe canario servie avec une boule de glace vanille.